# Nigel Martyn
Nigel Martyn, född 11 augusti 1966 i St. Austell, England, är en engelsk före detta professionell fotbollsmålvakt. Martyn inledde karriären i Bristol Rovers 1987 och kom sedan även att representera Crystal Palace, Leeds United och Everton FC innan han avslutade spelarkarriären 2006. Han spelade 23 matcher för engelska landslaget och ingick i truppen till två VM-turneringar (VM 1998 och VM 2002) och två EM-turneringar (EM 1992 och EM 2000).